# Bram Nuytinck
Bram Nuytinck (Heumen, Güeldres, Países Bajos, 4 de mayo de 1990) es un futbolista neerlandés. Juega de defensa y su equipo es el NEC Nimega de la Eredivisie de los Países Bajos.

## Trayectoria

### Inicios
Nuytinck comenzó a jugar a los 8 años en el club amateur SV Juliana´31. Se unió a las inferiores del NEC en 2001. 

### NEC
Se volvió parte del primer equipo del NEC en 2009, bajo la dirección de Mario Been. Firmó un contrato por dos años con el club y se volvió un jugador regular del primer equipo.
Debutó el 23 de diciembre de 2009 en un encuentro de copa contra el FC Groningen. 
El 12 de febrero de 2010 anotó dos goles al NAC Breda, en la victoria de su equipo por 4-2.

### Anderlecht
Se unió al Anderlecht el 31 de agosto de 2012. Con el equipo belga ganó la Jupiler Pro League en dos ocasiones.

### Udinese
Fichó por Udinese el 29 de julio de 2017 por cuatro años.

## Selección nacional
Debutó con la Selección de Países Bajos sub-21 el 2 de septiembre de 2010  por la Eurocopa Sub-21 de 2011.

## Estadísticas
Actualizado al último partido disputado el 11 de abril de 2025.
| Club                          | Div.          | Temporada     | Liga  | Liga  | Copas nacionales | Copas nacionales | Copas internacionales | Copas internacionales | Total | Total |
| Club                          | Div.          | Temporada     | Part. | Goles | Part.            | Goles            | Part.                 | Goles                 | Part. | Goles |
| ----------------------------- | ------------- | ------------- | ----- | ----- | ---------------- | ---------------- | --------------------- | --------------------- | ----- | ----- |
| NEC Nimega · Países Bajos     | 1.ª           | 2009-10       | 13    | 2     | 1                | 0                | ―                     | ―                     | 14    | 2     |
| NEC Nimega · Países Bajos     | 1.ª           | 2010-11       | 33    | 2     | 0                | 0                | ―                     | ―                     | 33    | 2     |
| NEC Nimega · Países Bajos     | 1.ª           | 2011-12       | 27    | 2     | 2                | 0                | ―                     | ―                     | 29    | 2     |
| NEC Nimega · Países Bajos     | 1.ª           | 2012-13       | 2     | 1     | ―                | ―                | ―                     | ―                     | 2     | 1     |
| R. S. C. Anderlecht · Bélgica | 1.ª           | 2012-13       | 33    | 1     | 6                | 0                | 5                     | 0                     | 44    | 1     |
| R. S. C. Anderlecht · Bélgica | 1.ª           | 2013-14       | 23    | 1     | 3                | 0                | 5                     | 0                     | 31    | 1     |
| R. S. C. Anderlecht · Bélgica | 1.ª           | 2014-15       | 11    | 0     | 2                | 0                | 2                     | 0                     | 15    | 0     |
| R. S. C. Anderlecht · Bélgica | 1.ª           | 2015-16       | 18    | 2     | 2                | 0                | 4                     | 0                     | 24    | 2     |
| R. S. C. Anderlecht · Bélgica | 1.ª           | 2016-17       | 30    | 1     | 2                | 0                | 12                    | 0                     | 44    | 1     |
| R. S. C. Anderlecht · Bélgica | Total club    | Total club    | 115   | 5     | 15               | 0                | 28                    | 0                     | 158   | 5     |
| Udinese Calcio · Italia       | 1.ª           | 2017-18       | 27    | 1     | 3                | 0                | ―                     | ―                     | 30    | 1     |
| Udinese Calcio · Italia       | 1.ª           | 2018-19       | 27    | 0     | 0                | 0                | ―                     | ―                     | 27    | 0     |
| Udinese Calcio · Italia       | 1.ª           | 2019-20       | 26    | 0     | 2                | 0                | ―                     | ―                     | 28    | 0     |
| Udinese Calcio · Italia       | 1.ª           | 2020-21       | 20    | 1     | 1                | 0                | ―                     | ―                     | 21    | 1     |
| Udinese Calcio · Italia       | 1.ª           | 2021-22       | 27    | 1     | 2                | 0                | ―                     | ―                     | 29    | 1     |
| Udinese Calcio · Italia       | 1.ª           | 2022-23       | 6     | 0     | 2                | 0                | ―                     | ―                     | 8     | 0     |
| Udinese Calcio · Italia       | Total club    | Total club    | 133   | 3     | 10               | 0                | ―                     | ―                     | 143   | 3     |
| U. C. Sampdoria · Italia      | 1.ª           | 2022-23       | 19    | 0     | 0                | 0                | ―                     | ―                     | 19    | 0     |
| U. C. Sampdoria · Italia      | Total club    | Total club    | 19    | 0     | 0                | 0                | ―                     | ―                     | 19    | 0     |
| NEC Nimega · Países Bajos     | 1.ª           | 2023-24       | 31    | 0     | 4                | 0                | ―                     | ―                     | 35    | 0     |
| NEC Nimega · Países Bajos     | 1.ª           | 2024-25       | 26    | 1     | 1                | 0                | ―                     | ―                     | 27    | 1     |
| NEC Nimega · Países Bajos     | Total club    | Total club    | 132   | 8     | 8                | 0                | ―                     | ―                     | 140   | 8     |
| Total carrera                 | Total carrera | Total carrera | 399   | 16    | 33               | 0                | 28                    | 0                     | 460   | 16    |
| 1. 2.                         |               |               |       |       |                  |                  |                       |                       |       |       |

## Palmarés

### Títulos nacionales
| Título                      | Club                | País    | Año     |
| --------------------------- | ------------------- | ------- | ------- |
| Primera División de Bélgica | R. S. C. Anderlecht | Bélgica | 2012-13 |
| Supercopa de Bélgica        | R. S. C. Anderlecht | Bélgica | 2013    |
| Primera División de Bélgica | R. S. C. Anderlecht | Bélgica | 2013-14 |
| Supercopa de Bélgica        | R. S. C. Anderlecht | Bélgica | 2014    |